# Förvaltningsavgift
Förvaltningsavgift är en avgift som fondbolag tar ut ur en investeringsfond. I Sveriges täcker dessa normalt förvaltning, administration och förvaring av fonder, men i andra länder kan avgiften delas upp på olika grunder och debiteras fonden separat. Således kan förvaltningsavgift brytas upp i t.ex. förvaltningsavgift och administrationsavgift.
Vanligtvis anges förvaltningsavgiften på årsbasis, men tas ut dagligen med 1/365-del och räknas av från fondens andelsvärde.
Förvaltningsavgift kan beräknas på olika grunder. Förvaltningsavgifter beräknade som en andel av fondförmögenheten eller som en andel av fondens absoluta eller relativa positiva utveckling är vanligt förekommande. Insättnings- och uttagsavgifter förekommer också.

## Övriga kostnader
Utöver förvaltningsavgiften belastas fonden, och därmed fondandelsägaren, även av transaktionskostnader och vissa andra kostnader, vilket motiverar användningen av nedanstående kostnadsmått vid jämförelse av fonder:
- Totalkostnadsandel (TKA) - de totala kostnaderna i procent av fondens genomsnittliga förmögenhet. TKA innefattar förvaltningsavgift, tillsyn, räntor, skatter och diverse övriga kostnader, samt transaktionskostnader (courtage) för köp och försäljning av värdepapper.

- Total expense ratio (TER) - samma som TKA, minus transaktionskostnader.

Anledningen till uppdelningen mellan dessa två kostnadsmått är att TER inte är ett rättvisande mått vid jämförelse av fonder med varierande omsättningshastighet.
I fondernas årsrapporter redovisas en resultaträkning, där alla kostnader som ingår i TER finns med, medan transaktionskostnaderna som bara ingår i TKA ibland finns med i en not till resultaträkningen, ibland som en separat post i årsrapporten.

## Prestationsbaserade avgifter
Vissa fonder, oftast hedgefonder, tillämpar prestationsbaserade avgifter, exempelvis 20% av den avkastning som överstiger 90 dagars SSVX. Ibland används så kallad high watermark, innebärande att fonden, efter att ha fallit, inte tar ut någon prestationsbaserad avgift innan värdet är tillbaka över det tidigare värdet.
Räkneexempel: en fonds värde stiger under ett år med 15 procent. Under samma period ger 90 dagars SSVX en avkastning på 5 procent. Fondens överavkastning är då 10 procentenheter. Genom att multiplicera 10 procent med 20 procent får man 2 procent, vilket alltså är den prestationsbaserade avgift som fonden tar ut.
Prestationsbaserade avgifter är envägs i det avseendet att investeraren och förvaltaren delar på vinsten, men inte på eventuella förluster. Därför är det vanligt förekommande att hedgefondförvaltare är stora andelsägare i de fonder de förvaltar.

## Internationellt
TKA är en svensk uppfinning, utomlands är det ovanligt att fonderna redovisar sina transaktionskostnader (dessa döljs genom att fondens affärer redovisas netto). Utomlands är det dessutom vanligt att förvaltningsavgiften enbart gäller just förvaltningen, medan administration och avgifter till förvaringsinstitut tas separat.